# Trachelas cambridgei
Trachelas cambridgei is een spinnensoort uit de familie van de Trachelidae.
De wetenschappelijke naam van de soort werd in 1955 gepubliceerd door Otto Kraus.